# Беренгер-Рамон I (граф Провансу)
Беренгер-Рамон (Раймунд) I (ісп. Berenguer Ramon I, 1114 —1144) — граф Провансу у 1131—1144 роках.

## Життєпис
Походив з Барселонського дому. Другий син Рамон-Беренгера III, графа Барселони і Провансу, та Дульси I Жеводанської. Народився 1114 року. Того ж року згадується в акті його батьків з приводу пожертви абатству Грассе. 1117 року нова згадка відноситься до акту дарування абатству Св. Петра в Жироні.
1130 року після смерті матері успадкував графства Жеводан, частину Карла і Родез. 1131 року після смерті батька став графом Провансу. 1132 року влаштував заручини з Беатрисою, спадкоємицею графства Мельгейль. Проти цього шлюбу виступив Альфонс Журден, граф Тулузи, який рушив до кордону Лангедоку і Провансу. В свою чергу допомогу Беренгер-Рамону I надав Вільгельм VI, сеньйор Монпельє. У 1134 року за посередництва останнього Беренгер-Рамон I уклав мир з графом Тулузи. 1135 року нарешті одружився зі своєю нареченою.
Втім у 1142 році граф Тулузи уклав з Пізою та Генуєю угоду, спрямовану проти Провансу. На бік суперників Беренгер-Рамона I став Раймунд де Монтредон, архієпископ Арля. Альфонс Журден спровокував на повстання Руймунда I де Бо, який претендував на поділ графство Прованс як чоловік вуйни Беренгер-Рамона I. З цього часу почалися так званні Босанські війни (від назви рода де Бо).
1144 року узбережжя Провансу атакував генуезький флот. Під час бою з останнім в порту Могіо (столиці графства Мельгейль) Беренгер-Рамона I було вбито. Владу успадкував його син.

## Родина
Дружина — Беатриса, донька Бернара Iv, графа Мейгейля
Діти:
- Раймон Беренгер (1140—1166), граф Провансу